# 417 Suevia
417 Suevia este un asteroid din centura principală, descoperit pe 6 mai 1896, de Max Wolf.